# Suillus flavogranulatus
Suillus flavogranulatus — вид базидіомікотових грибів родини маслюкових. Росте у соснових лісах на заході США. Шапинка рожевого забарвлення. М'якоть має дещо неприємний запах. Спори розміром 7-9 × 3-3,5 мкм жовтого забарвлення.